# Eosentomon armatum
Eosentomon armatum är en urinsektsart som beskrevs av Stach 1926. Eosentomon armatum ingår i släktet Eosentomon och familjen trakétrevfotingar. Inga underarter finns listade i Catalogue of Life.